# Johann Peter Pixis
Johann Peter Pixis (ur. 10 lutego 1788 w Mannheimie, zm. 22 grudnia 1874 w Baden-Baden) – niemiecki kompozytor, pianista i pedagog.

## Życiorys
Pochodził z rodziny muzycznej, kompozytorami byli też jego ojciec i brat Friedrich Wilhelm. Muzyki początkowo uczył się w domu u ojca, oprócz fortepianu uczył się też gry na skrzypcach i wiolonczeli. W 1796 roku towarzyszył bratu w podróży koncertowej po Niemczech, Polsce, Rosji i Danii. Następnie kontynuował studia w Mannheimie. Od 1808 roku był uczniem Johanna Georga Albrechtsbergera w Wiedniu, gdzie poznał Beethovena, Schuberta i Meyerbeera. W 1823 roku wyjechał do Paryża, gdzie działał jako pedagog, a także koncertował. W 1828 roku towarzyszył jako akompaniator Henrietcie Sontag w podróży koncertowej do Anglii. W 1831 roku poznał w Wiedniu Fryderyka Chopina, który później zadedykował mu swoją Fantazję A-dur op. 13. Od 1840 roku mieszkał w Baden-Baden, gdzie uczył gry na fortepianie.
Należał do przedstawicieli stylu brillant. Napisał 4 opery (Almazinde wyst. Wiedeń 1820, Der Zauberspruch wyst. Wiedeń 1822, Bibiana wyst. Akwizgran 1829 i Die Sprache des Herzens wyst. Berlin 1836), ponadto symfonię, uwerturę, koncert fortepianowy, kwartet fortepianowy, kwintet fortepianowy, 2 kwartety smyczkowe, 7 triów fortepianowych, liczne utwory na fortepian solo. Wspólnie z Lisztem, Thalbergiem, Herzem, Czernym i Chopinem napisał wariacje na temat marsza z opery Vincenzo Belliniego Purytanie.